# Пешков, Николай Антонович
Пешков Николай Антонович (22 мая 1916 года, улица Советская дом 25 (нумерация проведена примерно в 90-е годы) село Кутки ныне Грибановского района, Воронежской области — 12 мая 1997 года, Владимир) — участник Великой Отечественной войны, полный кавалер ордена Славы.

## Биография
Родился в крестьянской семье. Русский.
Получил начальное образование. Работал бригадиром на одном из предприятий в Москве. В 1937 году призван в Красную Армию, демобилизован в 1939 и вновь призван в 1941.
Участник Великой Отечественной войны, в боях с июля 1943.
При освобождении Белоруссии рядовой Пешков — разведчик штабной батареи 40-го арт. полка (4-я стр. див., 48-я армия, 1-й Белорусский фронт) 24.02—3.3.1944 в боях у дер. Коротковичи (Жлобинский район Гомельской области), находясь в боевых порядках стрелкового подразделения, выявил 8 огневых точек врага, которые были уничтожены огнем советской артиллерии. Продолжал корректировать огонь батареи будучи ранен. 13 марта 1944 года награждён орденом Славы 3 степени.
В составе того же полка, той же дивизии (69-я армия, 1-й Белорусский фронт) 14 января 1945 участвовал в бою в районе польского населённого пункта Мшадла-Новы (10 км восточнее г. Зволень). В этом и в последующем бою по его указаниям были подавлены 6 арт- и 3 минометных батареи, 2 пулемётные точки, разрушен дзот, 3 наблюдательный пункта неприятеля. 6 марта 1945 награждён орденом Славы 2 степени.
5 марта 1945 года, командуя отделением разведки штабной батареи ефрейтор Пешков в боях за расширение плацдарма на левом берегу реки Одер в 3 км сев.-зап. населённого пункта Лебус (Германия) под огнем противника вынес с поля боя тяжело раненного командира взвода. 17 мая 1945 награждён орденом Славы 2 степени, 22 января 1982 перенаграждён орденом Славы 1 степени.

После демобилизации в августе 1946 года вернулся на родину. Работал трактористом в колхозе в селе Кутки Грибановского района. Затем переехал в г. Владимир, жил в д. 26 по Суздальскому проспекту (мемориальная доска).
Умер 12 мая 1997 года